# Alton (Indiana)
Pour les articles homonymes, voir Alton.
Alton est une ville située dans le comté de Crawford, dans l’État de l’Indiana, aux États-Unis. Sa population s’élevait à 55 habitants lors du recensement de 2010.

## Histoire
La ville a été fondée en 1838. Dans ses premières années, elle s'appelait Nebraska. Elle a pris le nom d'Alton en 1860.

## Source de la traduction
- (en) Cet article est partiellement ou en totalité issu de l’article de Wikipédia en anglais intitulé « Alton, Indiana » (voir la liste des auteurs).